# Ramón Torras
Ramón Torras (Barcelona, 22 de diciembre de 1943– Comarruga, 30 de mayo de 1965) fue un piloto español de motociclismo que destacó en competiciones internacionales a comienzos de la década de los 60. Su trayectoria era tan ascendente y su nivel de pilotaje tan alto que muchos de sus coetáneos le auguraban un futuro brillante. Murió a los 21 años, a causa del accidente que sufrió en una carrera poco importante en Comarruga.

## Biografía
Nacido accidentalmente en Barcelona, Torras vivió siempre en Sabadell, donde residía su familia (su padre, natural de Tarrasa, trabajaba de directivo en una empresa textil). Ramon era el pequeño de cuatro hermanos y allí pasó su infancia, entre el parvulario de la Divina Pastora y el colegio de los Maristas. Ya de joven, se sintió atraído por la mecánica y las motocicletas y entró a trabajar en un taller de reparaciones, propiedad de Joan Sobrepera (piloto experto en ascenso y resistencia conocido como Tiger).

### Debut en competición

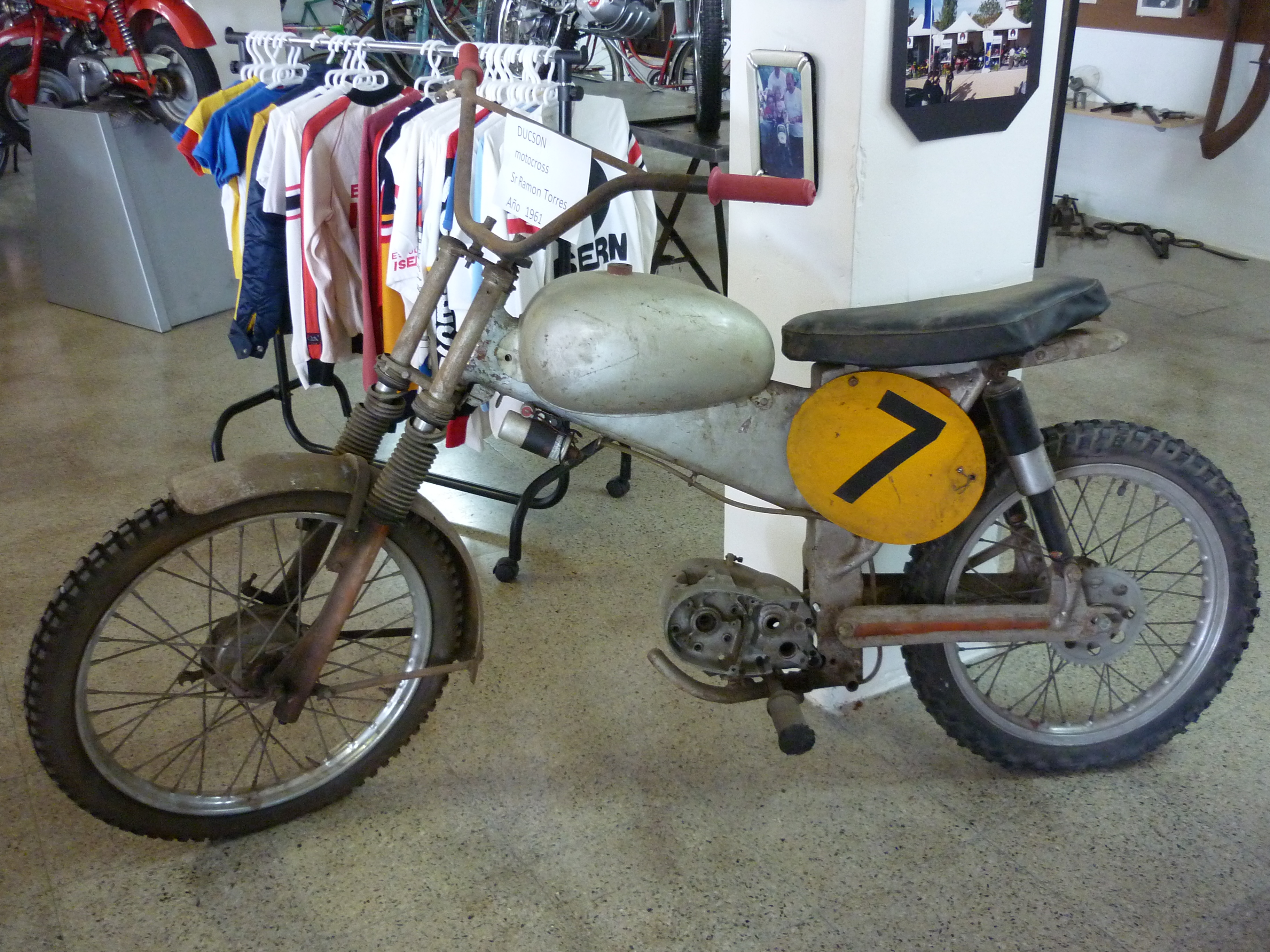
La Ducson 75 cc que pilotó en 1961 en carreras de motocross

En junio de 1960, a 16 años, corrió y ganó su primera carrera, el II Motocross Ciudad de Sabadell. El 1961 debutó en carreras de velocidad ayudado por Sobrepera, quien pronto se dio cuenta de sus cualidades como piloto y fue el máximo valedor ante Bultaco, consiguiendo que Paco Bultó lo fichara. Ese mismo año, ya como piloto oficial de la marca, Torras ganó cuatro pruebas del Campeonato de España.
En 1962 consiguió el campeonato nacional en dos categorías de la cilindrada de 125 cc (Sport y Competición) y ganó su primera carrera internacional, en la misma cilindrada, en el circuito de Snetterton (Inglaterra). En 1963 ganó diversas carreras en España y venció en Módena en 125cc, iniciando una prometedora temporada que se vio truncada por un grave accidente en el circuito de Pau, lo que le obligó a dejar la moto durante cinco meses.

### Consolidación internacional
En 1964 fue un año muy exitoso. Corrió cuatro campeonatos en España y nunca quedó por detrás del segundo lugar en las carreras que finalizó. En el plano internacional, tras quedar segundo en Monza en 125cc, ganó en 250 cc en Albi y Pau (donde también fue segundo en 125cc). Tras quedar tercero en Cesenatico, volvió a ganar en San Remo en 250cc y terminó allí tercero en 125.
Con esta retahíla de éxitos en su primera temporada continuada en Europa, se ganó la admiración de contrincantes y público. Los pilotos oficiales de Honda, Ducati, Mondial o Suzuki admiraban al ver que Torras, con una sencilla Bultaco TSS, los ganaba tan fácilmente . En Italia, los tifosi la aclamaban cada vez que avanzaba a sus propios campeones, como Francesco Villa o Bruno Spaggiari. A veinte años y apenas media docena de carreras disputadas en el extranjero, era el piloto más codiciado del Continental Circus y empezaban a lloverle ofertas de los constructores: Honda y MV Agusta lo pretendían para sus equipos, la alemana Kreidler quería ficharle para pilotar su 50 cc y Benelli le organizó una prueba secreta. Aunque tenía, sin embargo, un año de contrato con Bultaco.

### Su última temporada y accidente mortal
En 1965, consiguió la segunda posición en 250cc en Cervia y en Imola, y el tercer lugar en Nürburgring en 125 y 250cc. Al Gran Premio de España, celebrado en el Circuito de Montjuïc, terminó segundo en 250cc y poco después, en un Gran Premio no puntuable disputado en Madrid, venció en 250cc. La temporada había empezado muy bien y todo hacía pensar que aquel sería el año de su consagración internacional hasta que, entrenándose en Comarruga, un accidente puso fin a la vida de uno de los pilotos con más proyección en el mundo del motociclismo.
El 30 de mayo de 1965, Ramon Torras se alineaba en la que sería su última carrera con la Bultaco TSS 125 número 7, junto con cuatro pilotos más: Mauricio Aschl, Enrique Escuder, José Medrano y Salvador Cañellas. Era un día lluvioso en una incipiente urbanización al pie de la playa de Coma-ruga, donde había ido tan solo a probar las motos oficiales de cara en el siguiente Tourist Trophy.
El trazado del circuito urbano, de 1.944 metros, discurría por el triángulo que formaban las calles más anchas de la urbanización, con el asfalto desconchado y grava a los bordillos (unas condiciones que en aquella época menudeaban en España). A la hora de la salida de la carrera de 125cc, la primera de la jornada, Torras arrancó mal y los otros escaparon, pero el sabadellense inició la persecución y los pasó a todos, justo cuando empezaba a llover, hasta que cayó en un ángulo. A continuación se reincorporó como último clasificado y remontó con furia. Los volvió a avanzar uno tras otro, situándose primero de nuevo después de avanzar de forma espectacular José Medrano en un rápido y deslizante curva que precedía la recta final. Sólo faltaba media vuelta (poco más de 600 metros) para llegar a la meta cuando se produjo la fatal caída, en la que Torras arrancó un pequeño árbol y rompió otro, terminando por estrellarse contra un tercero, más grueso y fuerte.
Ramon Torras fue atendido por el Doctor Ignazi Ribas, presidente de la Federación Catalana de Motociclismo, en la clínica de la residencia del Banco Hispano Americano (a cien metros del lugar del accidente). El diagnóstico fue crítico y Torras fue trasladado en la clínica Monegal de Tarragona, donde certificaron su defunción.

## Honores póstumos

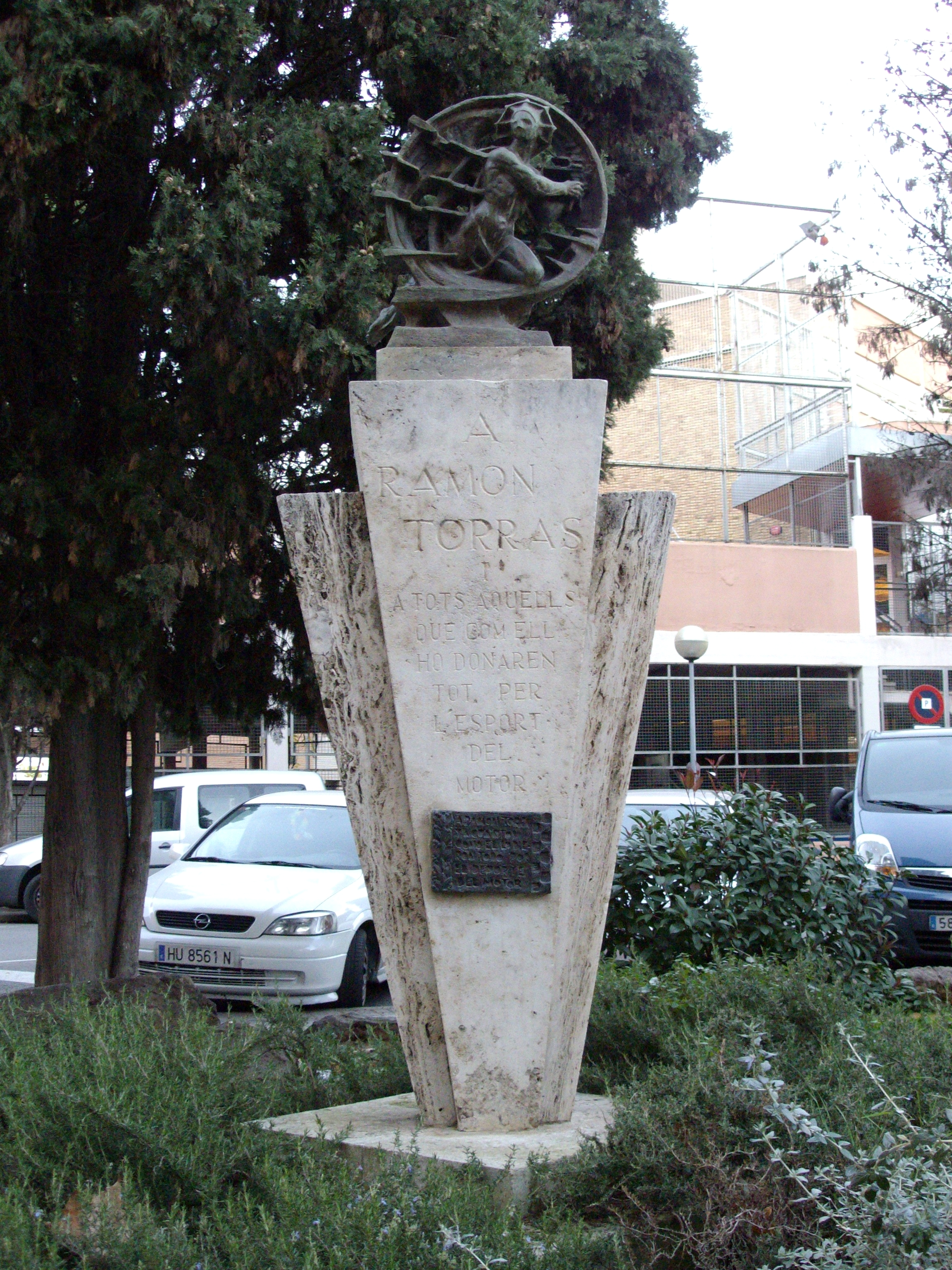
Monumento en Sabadell en recuerdo de Ramon Torras

Ramon Torras fue enterrado en Sabadell con todo tipo de honores cívicos y deportivos. Le fueron impuestas a título póstumo las Medallas de Oro de las ciudades de Barcelona y Sabadell, la  Medalla del Mérito Nacional de Educación Física y Deportes , y la Medalla de la RFME al mérito Motociclista.
El 27 de abril de 1974 se inauguró en Sabadell un monumento en su memoria, obra de Luis Ortega Bru y Adolf Salanguera, situado en la confluencia de la calle Sol i Padrís con la avenida Sabadell, junto al pabellón Municipal de Deportes. Monumento que fue costeado mediante una colecta entre los lectores de la revista Motociclismo.

## Palmarés
- 1960: 
  - Primera carrera y primera victoria: II Motocross Ciudad de Sabadell.
  - 4 victorias nacionales con Ducson (3 en 50 cc y 1 en 75cc).
- 1961: 
  - 4 victorias nacionales (1 con Ducson en 75cc, 3 con Bultaco en 125 cc).
- 1962:
  - 3 victorias internacionales en 125cc (la primera de ellas en Snetterton).
  - 5 victorias nacionales (3 en 125cc y 2 en 250 cc).
  - 2 títulos de Campeón de España
- 1963: 
  - 4 victorias internacionales (3 en 125cc y 1 en 75cc).
  - 1 victoria nacional.
- 1964: 
  - 14 victorias internacionales (7 en 125cc, 2 en 175cc, 5 en 250cc).
  - 22 victorias nacionales (8 en 125cc, 4 en 175cc, 10 en 250cc).
  - 4 títulos de Campeón de España.
- 1965: 
  - 3 victorias internacionales en 250cc.

## Resultados en el Campeonato del Mundo
Sistema de puntuación desde 1950 hasta 1968:
| Posición | 1.º | 2.º | 3.º | 4.º | 5.º | 6.º |
| Puntos   | 8   | 6   | 4   | 3   | 2   | 1   |

### Carreras por año
(carreras en cursiva indica vuelta rápida)
| Año  | Cat.  | Moto    | 1       | 2       | 3       | 4     | 5       | 6       | 7       | 8     | 9       | 10    | 11    | 12    | 13    | Pts. | Pos. |
| ---- | ----- | ------- | ------- | ------- | ------- | ----- | ------- | ------- | ------- | ----- | ------- | ----- | ----- | ----- | ----- | ---- | ---- |
| 1962 | 125cc | Bultaco | ESP Ret | FRA Ret | IDM Ret | NED - | BEL Ret | GER Ret | ULS -   | RDA - | NAT Ret | FIN - | ARG - |       |       | 0    | -    |
| 1963 | 125cc | Bultaco | ESP -   | GER -   | FRA -   | IOM - | NED -   | BEL -   | ULS -   | RDA - | NAT Ret |       | ARG - | JPN - |       | 0    | -    |
| 1964 | 125cc | Bultaco | USA -   | ESP -   | FRA -   | IOM - | NED -   | BEL -   | GER Ret | RDA - | ULS 7   |       | NAT - | JPN - |       | 0    | -    |
| 1965 | 125cc | Bultaco | USA -   | GER 3   | ESP Ret | FRA - | IDM -   | NED -   | BEL -   | RDA - | CZE -   | ULS - | FIN - | NAT - | JPN - | 4    | 15.° |
| 1965 | 250cc | Bultaco | USA -   | GER 3   | ESP 2   | FRA - | IDM -   | NED -   | BEL -   | RDA - | CZE -   | ULS - | FIN - | NAT - | JPN - | 10   | 8.°  |